# O Senhor dos Anéis (RPG)
The Lord of the Rings Roleplaying Game é RPG lançado pela Decipher, baseado na franquia O Senhor dos Anéis que por sua vez foi traduzido para a língua portuguesa pela editora Devir, em 2002. O Senhor dos Anéis  - RPG: Livro Básico contém todo o material para se criar personagens tipicamente Tolkenianos e também criar histórias na ambientação criada pelo professor Tolkien. O livro básico contém muitas informações sobre as diversar raças que habitam a Terra-Média, assim como descreve várias regiões do mundo no qual as aventuras vividas pelos heróis da demanda do Um Anel ocorreram.
Além do Livro Básico, existe também o livro de suporte Animais Cruéis e Mágica Prodigiosa, contendo a ficha completa de praticamente todos os inimigos encontrados na famosa trilogia tolkeniana "O Senhor dos Anéis", desde simples orcs, encontrados em diversos locais na Terra-Média, até mesmo os aterrorizantes Nazguls, antigos Reis dos Homens que foram corrompidos pelo poder do Senhor do Escuro, passando também pelos temíveis Uruk-hai, cruzamento de homens e orcs criados pelo Mago Branco Saruman, o líder da ordem dos Magos, que também foi corrompido pelo poder de Sauron.
Há também alguns outros livros de suporte, como Mapas da Terra Média e Mapas da Terra Média II - Cidades e Fortalezas, o primeiro contém os ínfimos detalhes do Condado, Gondor, Rohan, Mordor e até Eregion, além de um mapa completo e sobressalente da Terra Média, o segundo tem  mapas de algumas das mais importantes fortalezas e cidades da Terra-Média, que são Minas Tirith, os portos de Umbar, Edoras, Abismo de Helm, Isengard e Valfenda, o que da uma dinâmica de jogo melhor. 
Outro livro de suporte é o Escudo do Narrador que contém uma tabela com coisas que o narrador deve saber para narrar uma aventura e uma aventura que compõe uma crônica sugerida no "Livro Básico", e ainda seis planilhas para personagens e 2 tabelas de magia para mágicos.
Há também mais um livro de suporte, o Sociedade do Anel - Livro de Referência, que contém as fichas dos personagens que aparecem na trilogia e nos livros, bem como seus "objetos", que podem ser coisas que passam despercebidos, como as capas élficas de Lóriem ou mais famosas e importantes, como Anduril e a Ferroada. Pode-se também tratar de animais, como Bill, o pônei de Sam. O livro também não se trata somente dos personagens em si, além de ter vários personagens além da sociedade e que não aparece no filme, como Glorfindel, há também um resumo dos seus papéis no livro e na trilogia, há também uma possível opção dos seus papéis no jogo. No livro fala-se de alguns lugares da Terra-Média, como o Bolsão, esses lugares são em geral lugares onde algum membro da comitiva pisou.

## Ver Também
- Middle-Earth Role Playing
- O Um Anel - Aventuras além do Limiar do Ermo